# Nikola Poplašen
Nikola Poplašen (srp. Никола Поплашен; Stanišić, Sombor, 1951.), srpski bosanskohercegovački političar, predsjednik Republike Srpske između studenog 1998. i rujna 1999. Zbog odbijanja imenovanja Milorada Dodika mandatarom za sastav vlade, smijenio ga je visoki predstavnik Carlos Westendorp u ožujku 1999., no odluka o smjeni provedena je tek u rujnu.
Poplašen je u ožujku 1993., u vrijeme rata u Bosni i Hercegovini osnovao Srpsku radikalnu stranku. Stranku je osnovao zato što je vjerovao da cilj SDS-a nije ujedinjenje svih Srba u jednoj državi te da nemaju dovoljnu autonomiju u odnosu prema Slobodanu Miloševiću kojega je smatrao preprekom ostvarenju tog cilja; kao i zbog toga što je želio prekinuti monopol SDS-a i provesti borbu protiv kriminala i autoritarizma za koje je vjerovao da se vežu uz SDS.
Na općim izborima održanim u rujnu 1998., izabran je za predsjednika Republike Srpske kao kandidat SRS RS-a i SDS-a, osvojivši 322 684 (43,86%) glasa. Na dužnost je stupio 4. studenog 1998. U to vrijeme Milorad Dodik, predsjednik SNSD-a bio je predsjednik vlade od prošlih izbora 1996. Nakon što Dragan Kalinić iz SDS-a nije uspio dobiti većinu za sastavljanje vlade, Poplašen je, nakon što se sastao s jugoslavenskim predsjednikom Miloševićem, za mandatara imenovao Branu Miljuša, člana SNSD-a Milorada Dodika. No kako nije imao podršku, izbačen je iz stranke. Miljuš je uživao Miloševićevu podršku, dok je visoki predstavnik Carlos Westendorp podržavao Dodika kao umjerenog političara.
Poplašen je u ožujku 1999. pokušao smijeniti Dodika pozivajući se na ustavne ovlasti, zbog čega je Westendorp zaprijetio Poplašenu da će ga suspendirati, što je 5. ožujka i učinio, optuživši ga za rušenje Daytonskog sporazuma. Westendorpovu odluku Poplašen je ocijenio "nedemokratskom i nedejtonskom" te je nije prihvatio, dok ju je Dodik podržao objašnjenjem da Poplašen je ugrožavao instituciju predsjednika, te da ju je Westendorp zaštitio. U to vrijeme trajala je i arbitraža oko Brčkog koje je na isti dan proglašeno distriktom, a kako je Dodik prethodno obećao dati ostavku ako ne pripadne Republici Srpskoj, to je i učinio. Međutim, Westendorp je zamolio Dodika da promijeni odluku, pa je ovaj dva dana kasnije i najavio takvu mogućnost. Tog dana je Narodna skupština Republike Srpske podržala Poplašena i glasovala protiv Westendorpove odluke o smjeni, a Poplašena su podržali i Dodikovi koalicijski partneri. Westendorp je, međutim, ignorirao odluku Narodne skupštine i 8. ožujka proglasio odluku konačnom. Zahvaljujući Westendorpovoj odluci, Dodik je ostao predsjednik Vlade do siječnja 2001.
Kako je imao zabranu kandidiranja na izborima, Poplašen je, zajedno s drugim suradnicima, 29. svibnja 2002. dao ostavku na mjesto predsjednika SRS-a RS-a kako bi stranci omogućio da se kandidira na općim izborima 2002.
Na 20. obljetnicu osnivanja Republike Srpske, 12. siječnja 2012., predsjednik Republike Srpske Milorad Dodik odlikovao ga je Ordenom Republike Srpske.